# ناتاشا (كوميكس)
ناتاشا هي سلسلة رسوم متحركة فرنسية بلجيكية، أنشأها فرانسوا والثيري وجوس. رسمها والثيري، وقد كُتبت قصصها من قبل العديد من الكتّاب من بينهم غوس، وبيو، موريس تليو، راؤول كاووين ومارك فاسترلاين. تم نشره لأول مرة في مجلة الكوميديا الفرنسية البلجيكية سبيرو في 26 فبراير 1970. انتهت السلسلة في نهاية المطاف من نشر المسلسل في سبيرو، تاركة ناشرها دوبوي، وبدأت في نشر ألبومات فقط من خلال إخراج مارسو في عام 1989، بدءًا من ألبوم كونكيميراج.

## ملخص
يحكي مغامرات مضيفة شابة مُثيرة، ووالتر صديقها، زميلها أيضًا.

## مُختارات
- ناتاشا، مضيفة (نص بقلم غوس)، دوبوس، 1971.
- ناتاشا والمهراجا (نص بقلم غوس)، دوبوس، 1972.
- الذاكرة المعدنية (النص من قبل ايتيان بورجرز)، دوبوي، 1974. كما يحتوي على جزء من الرعب (كتبه مارك ويسترلين)
- عرش ناتاشا (نص بقلم موريس تليو)، دوبوس، 1975.
- الرحلة المزدوجة، (النص من قبل ميتيي ووالثيري، ديبوسيس، 1976. كما يحتوي على نجمة الراعي (الذي كتبه غوس) والخدعة (كتبه لاماسكي).
- الرسول الثالث عشر (نص بقلم موريس تيليوس) دوبوي 1978.
- المضيفة والموناليزا (نص بقلم ميتيي والفن إضافية عن طريق بيير سيرون)، دوبوي، 1979. يحتوي أيضا ناتاشا والخنازير الصغيرة (النصي بواسطة ويلثري وميتيي ).

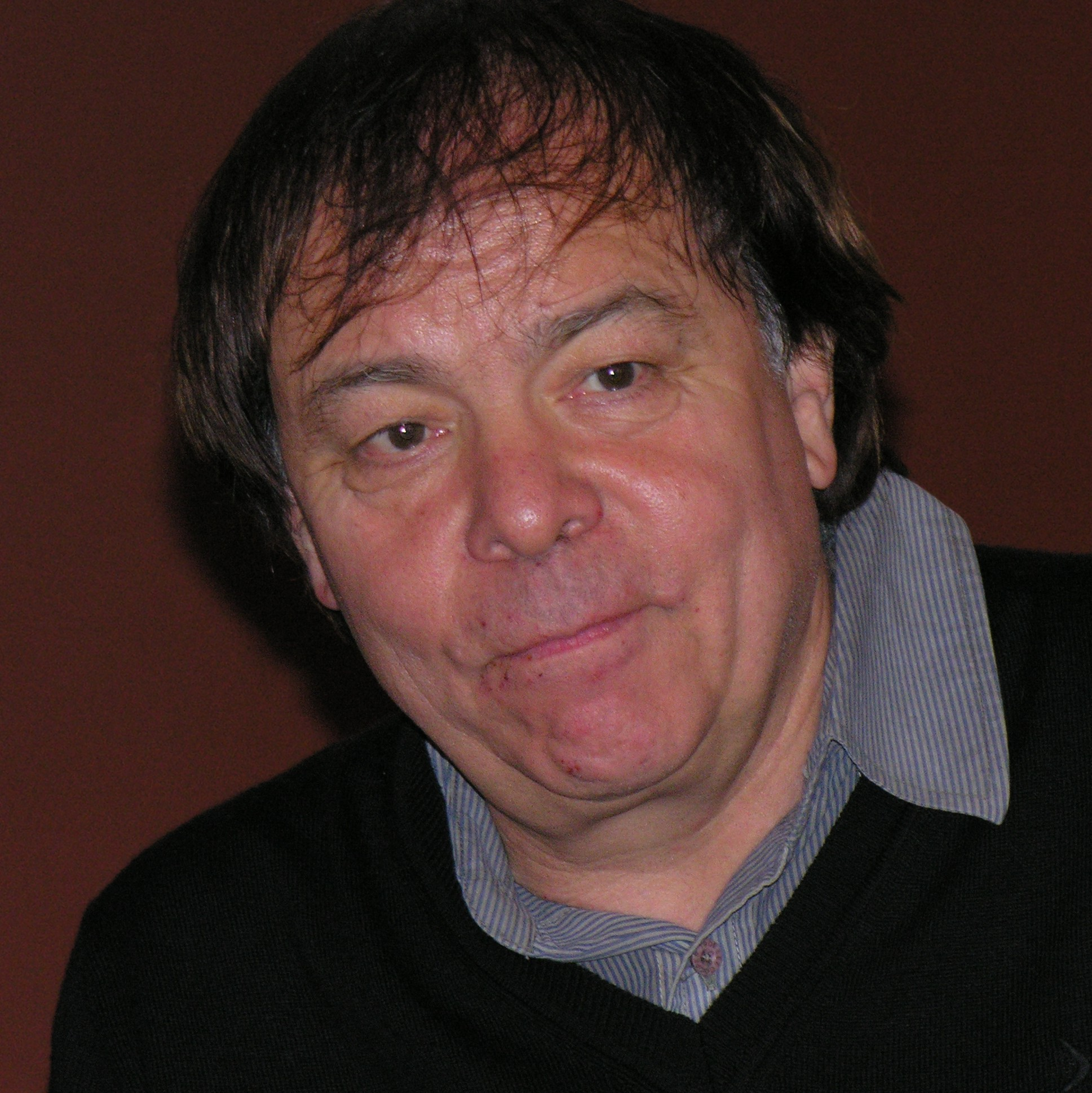
والثيري في مهرجان هلسنكي للرسوم الهزلية لعام 2008

- لقطات لمعهد كاليفورنيا للتكنولوجيا (السيناريو من قبل اتيان بورخرس والفن إضافي من جيدم)، دوبوي، 1981.
- الآلات غير مؤكدة (السيناريو من قبل اتيان بورخرس والفن إضافي من جيدم) دوبوي 1983.
- جزيرة ما وراء البحار (النص بقلم مارك وستيرلين، الفن الإضافي من ويل)، دوبوس، 1984.
- الرهان الكبير (نص بقلم ميتيي والفن إضافي من لاودك)، دوبوي، 1985.
- مآخذ الحديد (النص بقلم ميتيي والفن إضافي من لاودك)، دوبوي، 1986.
- البدو من السماء (النص بقلم راؤول كوفين والفن إضافي من لاودك) دوبوي 1988.
- كوشميراج (نص بقلم مايستك، الفن إضافي من ميتيي ) مارسو إنتاج عام 1989.
- حزام شرشيميدي (النص بقلم بييو، الفن بواسطة ميتيي) مارسو إنتاج عام 1992.
- الملاك الأشقر (النص بقلم موريس تيليوس والفن إضافي من جورج فان لينداوت) مارسو إنتاج عام 1994.
- الأرملة السوداء (النص بقلم ميشيل دوسارت والفن إضافي من جورج فان لينداوت) مارسو إنتاج عام 1997.
- ناتاشا والديناصورات (السيناريو بقلم مارك ويسترلين) مارسو إنتاج عام 1998.
- بحر الصخور (النص من قِبل بايو)، إنتاج مارسو، 2004.
- أتول 66 (النص بقلم غي آرت، وفن إضافي بقلم دي سانو)، مارسو للإنتاج، 2007.
- نظرة على الممر (النص بقلم مارتنز والفن من قبل والزري) مارسو إنتاج عام 2010.
- سباروهاوك الأزرق (النص بقلم سيريوس = ماكس مايوو والفن من قبل والزري) مارسو للإنتاج، 2014.